# Proclymene muelleri
Proclymene muelleri är en ringmaskart som först beskrevs av Sars 1856.  Proclymene muelleri ingår i släktet Proclymene och familjen Maldanidae. Arten är reproducerande i Sverige. Inga underarter finns listade i Catalogue of Life.